# Disa equestris
Disa equestris är en orkidéart som beskrevs av Heinrich Gustav Reichenbach. Disa equestris ingår i släktet Disa och familjen orkidéer. Inga underarter finns listade i Catalogue of Life.